# 청송향교
청송향교(靑松鄕校)는 대한민국 경상북도 청송군 청송읍 월막리에 있는 조선시대의 향교이다. 2012년 6월 11일 경상북도의 문화재자료 제593호로 지정되었다.

## 개요
청송향교는 조선 중기때 현지로 이건한 건물로 후에 많은 건축적 변화를 가지고 있는 향교이다. 대성전은 상부가구나 살미의 모습에서 1600~1700년대 모습을 많이 가지고 있는 것으로 보인다. 또한 대성문은 건축연대는 알 수 없고 작은 규모이지만 구조적으로 세밀하게 배려되어 있으며 특색 있는 모습으로 건축적 가치가 있다.

## 참고 자료
- 청송향교 - 국가유산청 국가유산포털